# Merritt C. Mechem
Merritt Cramer Mechem, född 10 oktober 1870 i Ottawa, Kansas, död 24 maj 1946, var en amerikansk jurist och republikansk politiker. Han var den femte guvernören i delstaten New Mexico 1921-1923.
Han studerade vid University of Kansas och Ottawa University i Ottawa, Kansas. Han inledde 1893 sin karriär som advokat i Fort Smith, Arkansas. Tio år senare flyttade han till Tucumcari, New Mexico.
Mechem var distriktsåklagare för Quay County och Guadalupe County 1905-1909. Han var domare i New Mexicoterritoriets högsta domstol 1909-1911. Därefter arbetade han som domare i en federal domstol fram till 1920.
Han lämnade guvernörsämbetet efter en mandatperiod och arbetade sedan som advokat i Albuquerque.